# Sörnäs metrostation
Sörnäs (finska: Sörnäinen) är en station inom Helsingfors metro i delområdet Ås i stadsdelen Åshöjden.
Stationen öppnades den 1 september 1984. Jaakko Kontio och Seppo Kilpiä projekterade stationen. Stationen ligger 928 meter från Hagnäs och 1 123 meter från Fiskehamnen.

## Bildgalleri

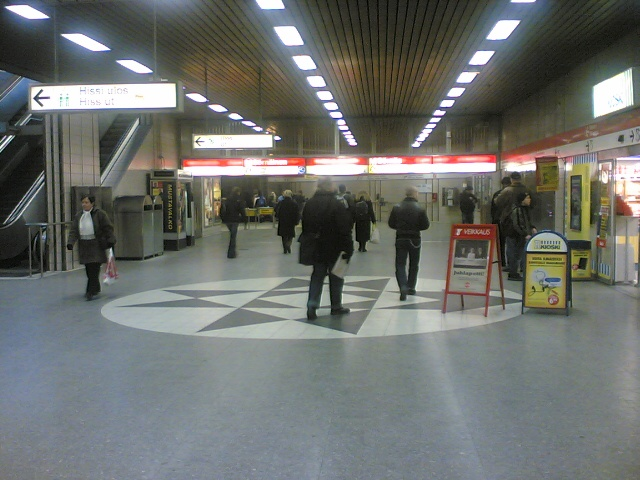
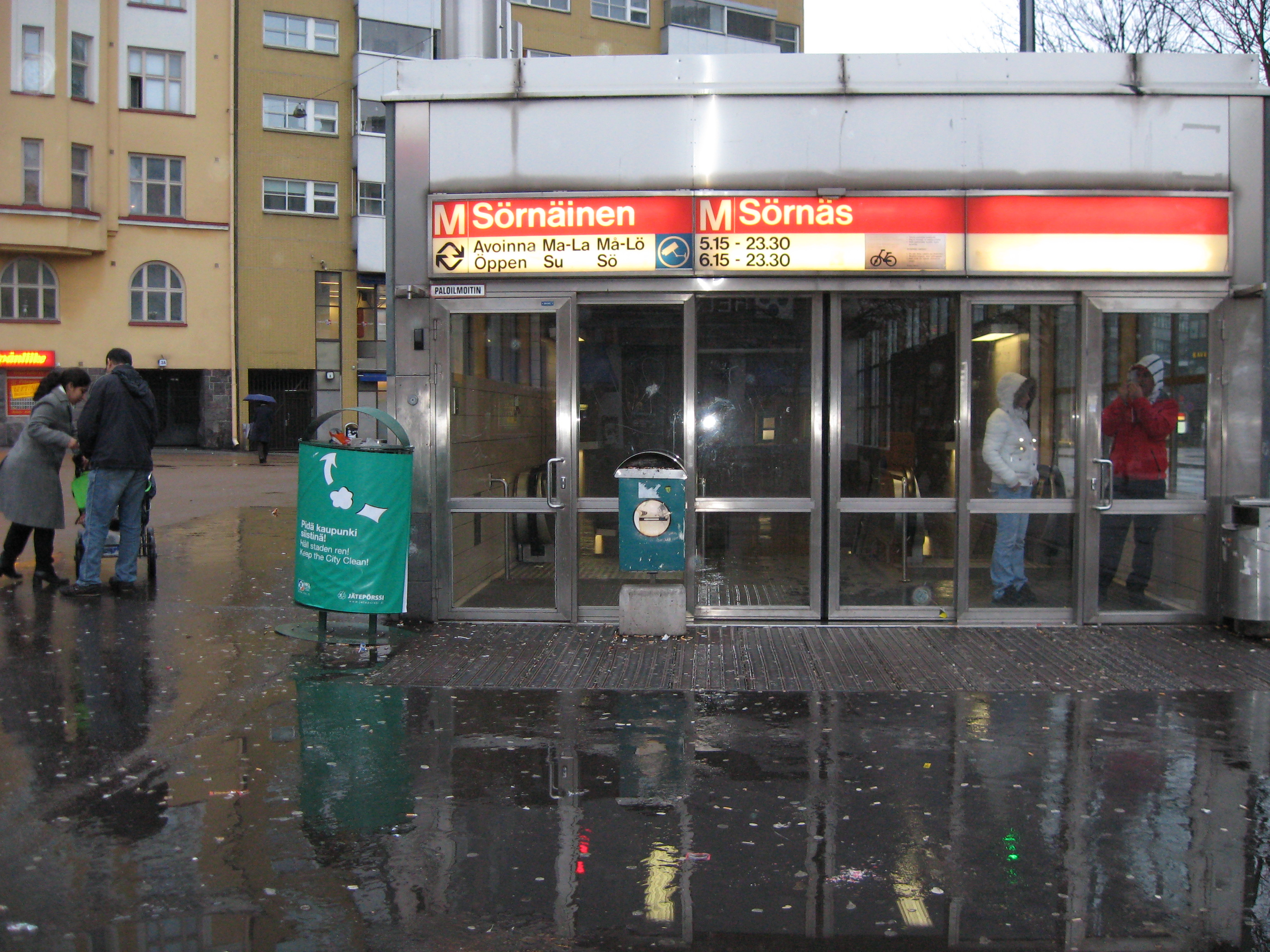